# Ruellia pratensis
Ruellia pratensis är en akantusväxtart som beskrevs av D.N. Gibson. Ruellia pratensis ingår i släktet Ruellia och familjen akantusväxter. Inga underarter finns listade i Catalogue of Life.